# Mycodiplosis gymnosporangii
Mycodiplosis gymnosporangii is een muggensoort uit de familie van de galmuggen (Cecidomyiidae). De wetenschappelijke naam van de soort werd voor het eerst geldig gepubliceerd in 1904 door Jean-Jacques Kieffer.